# José Luis González
José Luis González Sánchez (* 8. prosince 1957) je bývalý španělský atlet, běžec na střední a dlouhé tratě, trojnásobný halový mistr Evropy v běhu na 1500 metrů.

## Sportovní kariéra
V osmdesátých letech 20. století patřil do světové mílařské špičky. V roce 1982 se stal halovým mistrem Evropy v běhu na 1500 metrů. Tento titul obhájil v roce 1985. V této sezóně rovněž získal stříbrnou medaili na této trati na světových halových hrách. Třetí titul halového mistra Evropy v běhu na 1500 metrů vybojoval v roce 1986. Úspěšný byl rovněž v roce 1987 – stal se halovým mistrem Evropy v běhu na 3000 metrů a na mistrovství světa v Římě získal stříbrnou medaili v běhu na 1500 metrů. Titul evropského halového šampiona na tříkilometrové trati v roce 1988 obhájil. Jeho posledním medailovým úspěchem na mezinárodních soutěžích bylo druhé místo v běhu na 3000 metrů na halovém mistrovství světa v roce 1989.
V červenci 1985 startoval v Nice v závodě na 1500 metrů, kde Brit Cram a Maročan Aouita zaběhli poprvé tuto trať pod 3 a půl minuty. Samotný González zaběhl čas 3:30,92 a vytvořil tak španělský rekord.